# Cromozomul uman 13
Cromozomul 13 este unul dintre cele 23 de perechi de cromozomi umani, anume un autozom. Oamenii au în mod normal doi cromozomi 13, unul provenind de la mamă iar celălalt de la tată. Cromozomul 13 are o anvergură de aproximativ 114 milioane nucleotide în perechi (materialul de bază pentru ADN), și reprezintă între 3,5% și 4% din totalul de ADN din celule.
Identificarea genelor la fiecare cromozom este un domeniu activ al cercetării genetice. Datorită diferitelor tactice folosite de cercetători pentru a prezice numărul de gene pentru fiecare cromozom, acesta variază. Cromozomul 13, cel mai probabil, conține între 300 și 700 de gene.